# NGC 82
NGC 82 é uma estrela na direção da constelação de Andromeda. O objeto foi descoberto pelo astrônomo Guillaume Bigourdan em 1884, usando um telescópio refrator com abertura de 12 polegadas. 